# Agrotis serena
Agrotis serena là một loài bướm đêm trong họ Noctuidae.